# Вуглегірськ (станція)
Вуглегі́рськ — залізнична станція Донецької дирекції Донецької залізниці, розташована в місті Вуглегірськ.

## Історія

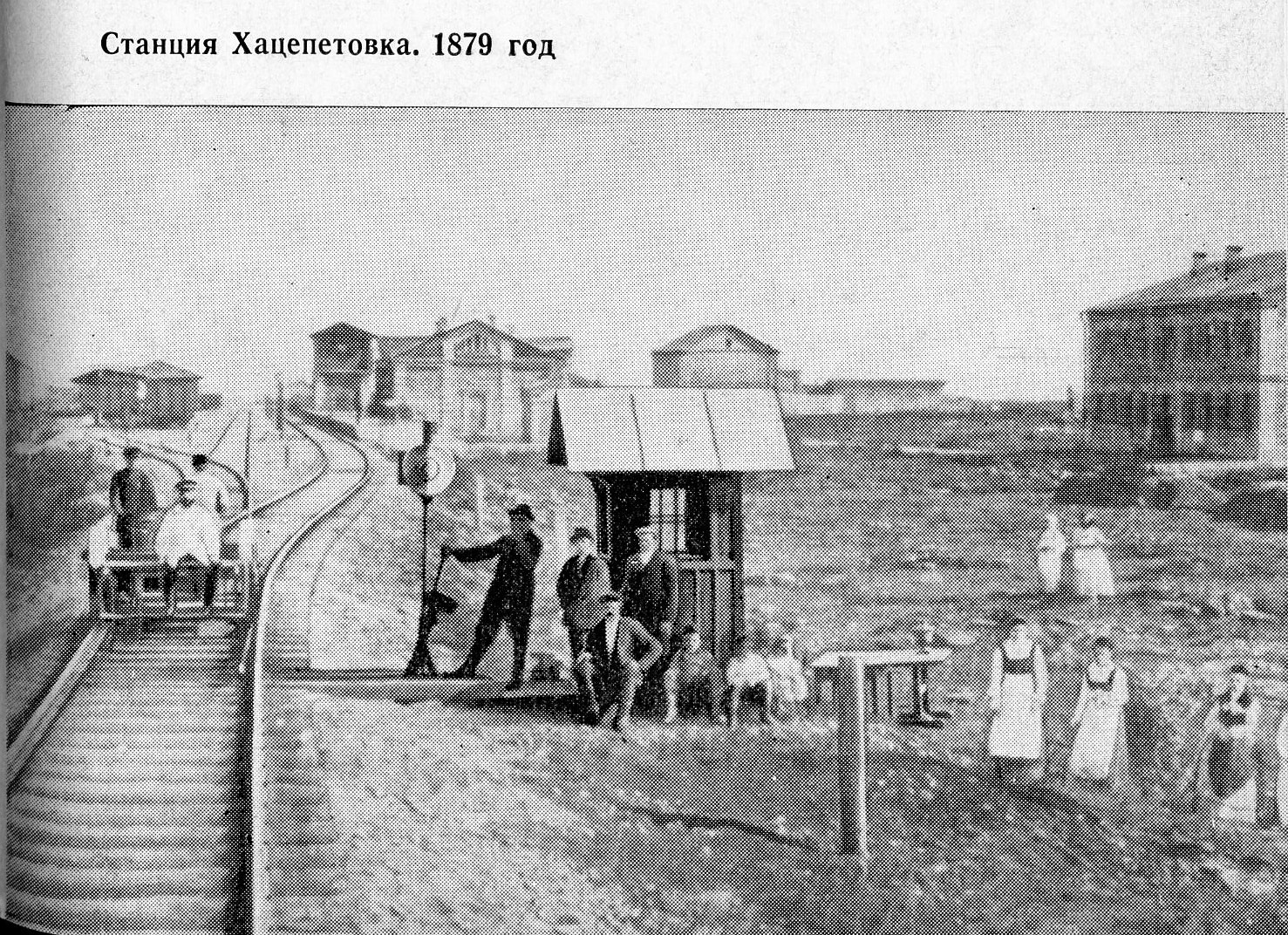
Станція Хацапетівка у 1879 році

У 1878 році було відкрито станцію Хацапетівка (колишня назва міста Вуглегірськ і залізничної станції).
З 1958 року станція отримала назву Вуглегірськ в зв'язку з перейменуванням міста.
Спочатку станція була виключно вантажною, але з 1963 року на шляху руху поїзда «Київ — Луганськ» вирішили зробити ще одну зупинку на станції Вуглегірськ.
З 1970 року, коли електрифікували дільницю Макіївка-Пасажирська — Дебальцеве на станції з'явились перші електропоїзди і електровози.
З 1981 року станція стала вузловою: збудована нова ділянка Вуглегірськ — Микитівка.
Упродовж 1986—1993 рр. станція була перебудована. До подій на сході України це була досить популярна станція, як на таке мале місто. На платформах зустрічалися регіональні і приміські електропоїзди, а також пасажирські, вантажні і швидкісні поїзди.

## Інфраструктура
Перший вокзал практично не відрізнявся від другого: структура та ж сама. На станції 4 платформи і відповідно 6 колій. Вантажні поїзди зустрічалися значно частіше ніж пасажирські і швидкісні, але рідше чим електропоїзди. На захід від станції розташований залізничний вузол: західний шлях на станцію Микитівка, а південний — на Єнакієве.
Неподалік від станції на площі Некрасова розташована автостанція. До 12 серпня 2014 року до залізничного вокзалу раз на 45 хвилин курсував тролейбус.

## Сполучення
Станція Вуглегірськ розташована на дільниці Дебальцеве (12 км) — Микитівка (19 км). Також існує відгалуження до станцій Кринична (38 км) та Попасну.
Через військову агресію Росії на сході Україні значно пошкоджені залізничний вокзал і станція, транспортне сполучення припинене, водночас керівництво так званих ДНР та ЛНР заявляло про запуск електропоїзда сполученням Луганськ — Ясинувата, що підтверджує сайт Яндекс.
На теперішній час через станцію прямують приміські поїзди лише до станцій Нижньокринка та Ясинувата.